# Змієящірка
Змієящірка (Ophiomorus) — рід сцинкоподібних ящірок родини сцинкових (Scincidae). Представники цього роду мешкають в Західній, Центральній і Південній Азії, а також в Греції.

## Опис
Довжина змієящірок може досягати 20 см. Вони можуть мати кремове або коричневе забарвлення з різними відтінками. Кінцівки у них редуковані, очі маленькі. Рухома нижня повіка має прозоре віконце. Отвір вуха у змієящірки за розмірами поступається ніздрям або ж відсутній зовсім. Ніздрі розташовуються між двома щитками. Ротовий отвір злегка прикритий більш-менш розвиненими вільними краями верхньогубних щитків. Луска гладенька.

## Спосіб життя
Змієящірки переважно живуть в посушливих місцевостях. Більшу частину іасу вони проводять під землею або камінням, риють довгі нори та ходи. Живляться комахами та дрібними безхребетними. Відкладають яйця.

## Види
Рід Ophiomorus нараховує 12 види:
- Ophiomorus blanfordii (Boulenger, 1887)
- Ophiomorus brevipes (Blanford, 1874)
- Ophiomorus chernovi S.C. Anderson & Leviton, 1966
- Ophiomorus kardesi Kornilios, Kumlutaş, Lymberakis & Ilgaz, 2018
- Ophiomorus latastii Boulenger, 1887
- Ophiomorus maranjabensis Kazemi, Farhadi Qomi, Kami & S.C. Anderson, 2011
- Ophiomorus nuchalis Nilson & Andrén, 1978
- Ophiomorus persicus (Steindachner, 1867)
- Ophiomorus punctatissimus (Bibron & Bory de Saint-Vincent, 1833)
- Ophiomorus raithmai S.C. Anderson & Leviton, 1966
- Ophiomorus streeti S.C. Anderson & Leviton, 1966
- Ophiomorus tridactylus (Blyth, 1853)

## Етимологія
Наукова назва роду Ophiomorus походить від сполучення слів дав.-гр. οφις — змія і ὁμορος — подібний, споріднений.